# 油冷エンジン
油冷エンジン（ゆれいエンジン）とは、エンジンオイルを冷却媒体として積極的に活用する液冷エンジンである。一般にドライサンプ方式では潤滑に必要な量のオイルを循環させるが、それと比較して相当に大量のオイルをシリンダーヘッドやピストンの裏などに噴射してオイルに熱を移し、また、通常と比較してより大型のオイルクーラーなどを用いてオイルから放熱する。以上により全体として、エンジンからの放熱をエンジンオイルを媒体として行うというシステムとなっている。

## 解説
ピストン裏にエンジンオイルを噴射し冷却するといった機構は、冷却の補助として多く使われている手法であり、レーシングカーやターボエンジンなど、特に発熱量の大きなエンジンで以前より使われてきた一般的な技術である。航空レシプロエンジンでは、1980年代に初の無給油無着陸世界一周を達成した「ボイジャー」の前後2機のエンジンのうちの1機「IOL-200」が、そのような方式の油冷に改造されたものである。
以上のように一般的なものであるが、一般消費者の関心が高いオートバイのエンジンにこれを採用したものがあらわれたことから、以下のように関心を集め議論となった。
油冷システムとして有名なものにスズキのSACS（Suzuki Advanced Cooling System）が挙げられる。これはヘッドに大きなオイル溜まりを持ち、専用の冷却用オイルポンプからのオイル噴射により特にシリンダ頂部の熱境界層を破壊して効率的に冷却を行うものである。水冷エンジンより軽量になるのが利点であり、オイルによる冷却は全体の50 %以上を担っているとするが、オイルは冷却水より比熱が低いために冷却効率は水冷式より低い。
2010年1月現在、スズキ一部の国外仕様車両においては依然としてSACS機構が用いられている。過去にはGSX-R750/1100、GSF750/1200、BANDIT1200/1250、GS1200SS、INAZUMA1200、GSX1400などに採用していたが、排気ガス対策の観点からエンジン温を一定に保ちやすい水冷モデルに置き換わっており、バンディット1200/S及びGSX1400の“油冷ファイナルエディション”をもって姿を消したが、2020年7月にジクサーsf250で復活した。
油冷が復活した理由として、一筆書きのオイルラインを通す生産技術の向上を挙げている。
一方2010年に発売されたホンダ・CB1100では通常の潤滑系オイルポンプとは別に冷却系オイルポンプを持ち、大容量オイルクーラーで冷やされたオイルをヘッドの点火プラグ周囲に直接流すことで、最も温度上昇が激しい燃焼シリンダの頂部付近を効果的に冷却している。
本田技研工業が製造したF1マシンのRA302は自然空冷式とされているが、増設されたオイルクーラーと左右に露出した巨大なアルミ製オイルタンクによって空冷の補助として油冷を使っていた。市販車のホンダ・1300ではファンによる強制空冷およびエンジン内部の通路に空気を流すDDAC（Duo Dyna Air Cooling system）を採用していたが、ドライサンプ式としてフィンを切った巨大なアルミ製オイルタンクを持つことによって空冷補助に油冷としていた。一方CB750FOUR・SR400・ハーレーダビッドソンなどでは別体のオイルタンクを持ち、オイル量を増やしたドライサンプ式としており、これらも空冷能力を補うために油冷とした。
S&TモータースのV型2気筒および単気筒エンジンは仕様では空油冷としているが、エンジンのチューニングも低く、単にオイルクーラーを増設した程度のシステムに留まっている。
4輪車ではポルシェ・911の空冷モデルは、ドライサンプによる大量のエンジンオイルでエンジンを冷却している。
BMW・R1100以降の4バルブRシリーズは空冷エンジンであるが、オイルヘッドと呼ばれる排気ポート周辺の冷却専用オイル通路を持つ。